# Bi Sheng
Bi Shēng (990-1051 dC) foi um artesão e inventor chinês que ficou conhecido pela primeira tecnologia de tipo móvel do mundo, uma das Quatro Grandes Invenções da China Antiga.
O sistema de Bi Sheng foi feito de porcelana chinesa e foi inventado entre 1041 e 1048 durante a dinastia Sung medieval.